# Patrick Mahler
Patrick Mahler (* 18. Dezember 1982 in Vordemwald) ist ein Schweizer Koch.

## Leben
Nach der Ausbildung wechselte Mahler nach diversen Stationen 2009 zum Restaurant Lampart’s in Hägendorf (zwei  Michelinsterne) und 2010 zum Restaurant Ecco im Hotel Giardino in Ascona (ab 2011 zwei Michelinsterne). 
Seit 2013 kocht er im Park Hotel Vitznau in Vitznau.
2015 wurde er dort Küchenchef im Restaurant Prisma, das mit einem Michelinstern ausgezeichnet wurde. 
Seit 2018 ist er dort Küchenchef im Restaurant focus, das 2019 mit zwei Michelinsternen ausgezeichnet wurde.

## Auszeichnungen
- 2019: zwei Sterne im Guide Michelin 2019